# Salstad
Salstad is een plaats in de gemeente Grästorp in het landschap Västergötland en de provincie Västra Götalands län in Zweden. De plaats heeft 68 inwoners (2005) en een oppervlakte van 12 hectare.